# Centre d'histoire de la résistance et de la déportation
Pour les articles homonymes, voir Musée de la Résistance et de la Déportation et CHRD.
Le Centre d'Histoire de la Résistance et de la Déportation (CHRD) est un musée de France situé dans la ville de Lyon. Il traite l'histoire de la Seconde Guerre mondiale.

## Origines du musée

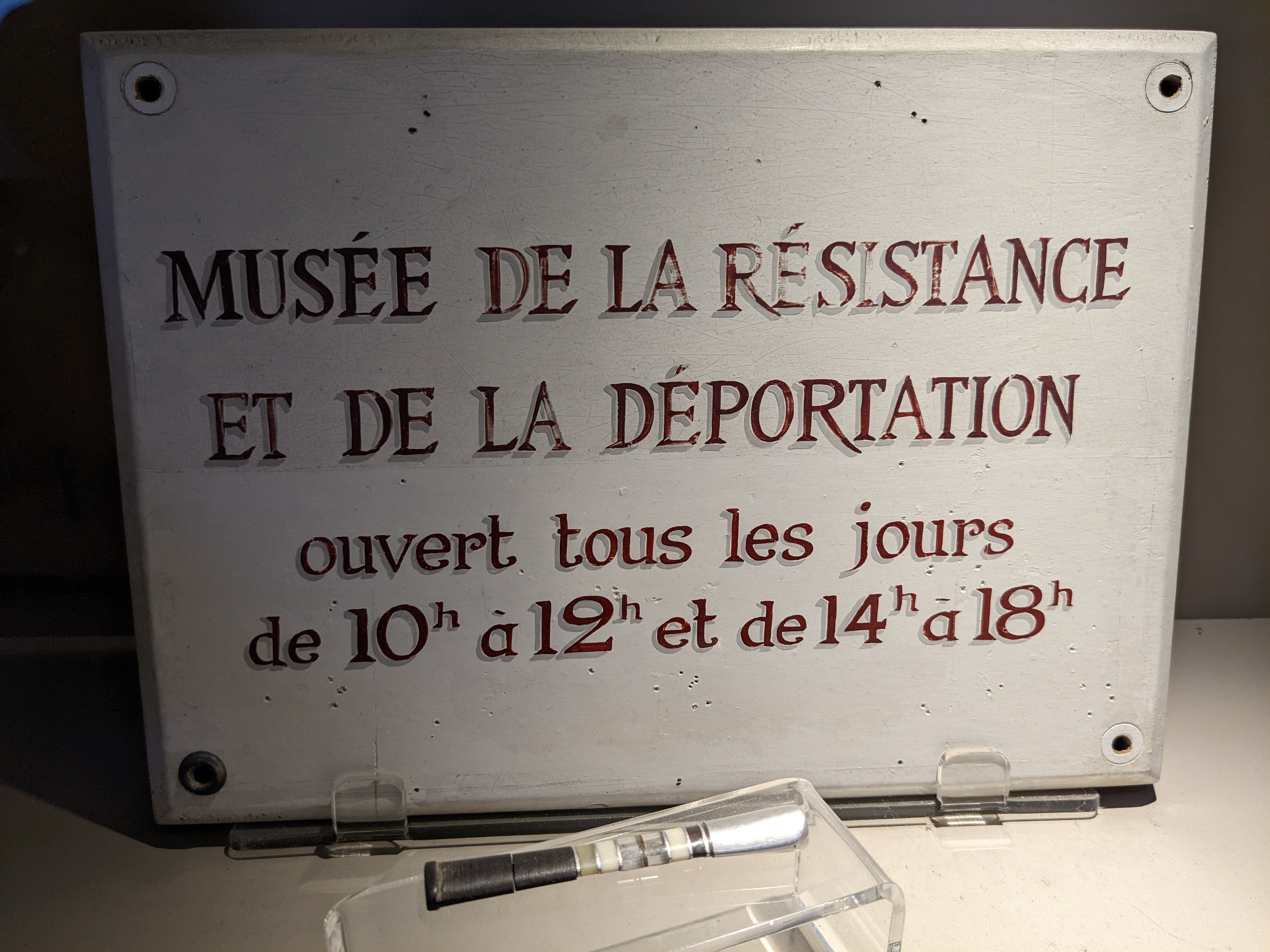
Plaque du musée dit « Boileau » ouvert en 1967.

En 1965, à l’occasion du 20e anniversaire de la Libération, d’anciens résistants et déportés lyonnais se constituent en association en vue de créer un musée de la Seconde Guerre mondiale, consacré plus particulièrement à la résistance et à la déportation des résistants. Un premier musée ouvre ses portes le 8 mai 1967. Il est installé dans deux salles du Muséum d’histoire naturelle de Lyon situé rue Boileau (6e arrondissement).
Au cours des années 1980, l’association des Amis du musée de la Résistance et de la Déportation sollicite la Ville de Lyon pour obtenir des locaux plus vastes. Cette demande rencontre un écho particulier au moment du procès de Klaus Barbie, qui se tient du 11 mai au 4 juillet 1987 devant la cour d’Assises du Rhône. Ancien chef de la Gestapo et tortionnaire, Klaus Barbie est jugé pour crime contre l’humanité (le premier procès sous ce chef d’accusation en France).
À la suite de ce procès, en 1989, le maire de Lyon Michel Noir confie à Alain Jacubowicz (adjoint délégué aux droits des citoyens et avocat des parties civiles lors du procès Barbie) la mission d’accompagner la création d’un musée municipal dédié à la Seconde Guerre mondiale.
Nommé Centre d’Histoire de la Résistance et de la Déportation, le nouvel établissement reçoit en dépôt les collections du musée de la rue Boileau.
Il est symboliquement aménagé dans le bâtiment qui servit de siège à la Gestapo entre les printemps 1943 et 1944.
Son inauguration a lieu le 15 octobre 1992, en présence de Jacques Chaban-Delmas et Elie Wiesel.
Le 16 juillet 2017, l'esplanade du CHRD est nommée Pierre Robert de Saint-Vincent.

## Le bâtiment
Le CHRD se trouve dans un bâtiment construit à la fin du XIXe siècle pour accueillir l’École du service de santé militaire.
Entre les printemps 1943 et 1944, ce bâtiment a été occupé par la Gestapo, dirigée par le lieutenant Klaus Barbie. Les caves, où se tiennent aujourd’hui la plupart des expositions temporaires, servaient alors de geôles pour les prisonniers avant les interrogatoires.
L’école a été touchée par le bombardement du 26 mai 1944, qui a notamment détruit le bâtiment de façade donnant sur l’avenue Berthelot. La Gestapo a été contrainte de déménager au 33 place Bellecour.
À la fin de la guerre, la Ville de Lyon a confié la réfection de l’École du service de santé militaire aux architectes Victor Clermont et Étienne Deschavannes. La façade détruite n’a pas été rebâtie, mais remplacée par un portique. Le chantier s’est achevé en 1962.
En 1981, l’École du service de santé militaire a été délocalisée à Bron.

Le bâtiment accueille aujourd’hui un ensemble d’institutions à vocation scientifique, culturelle et éducative baptisé Centre Berthelot, dont le CHRD fait partie. 

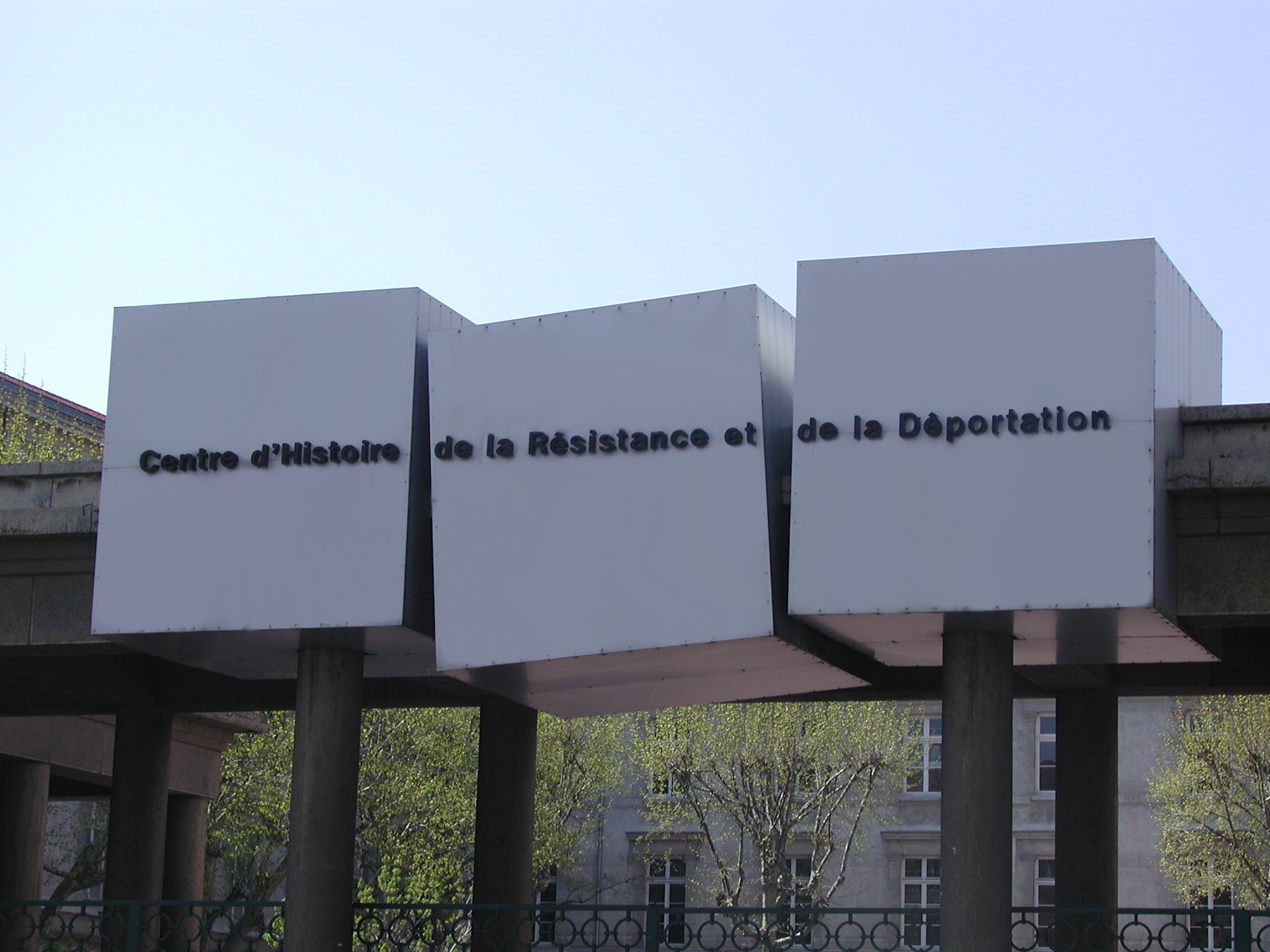
Entrée du Centre Berthelot surmontée par le logo du CHRD, conçu par Ruedi Baur.
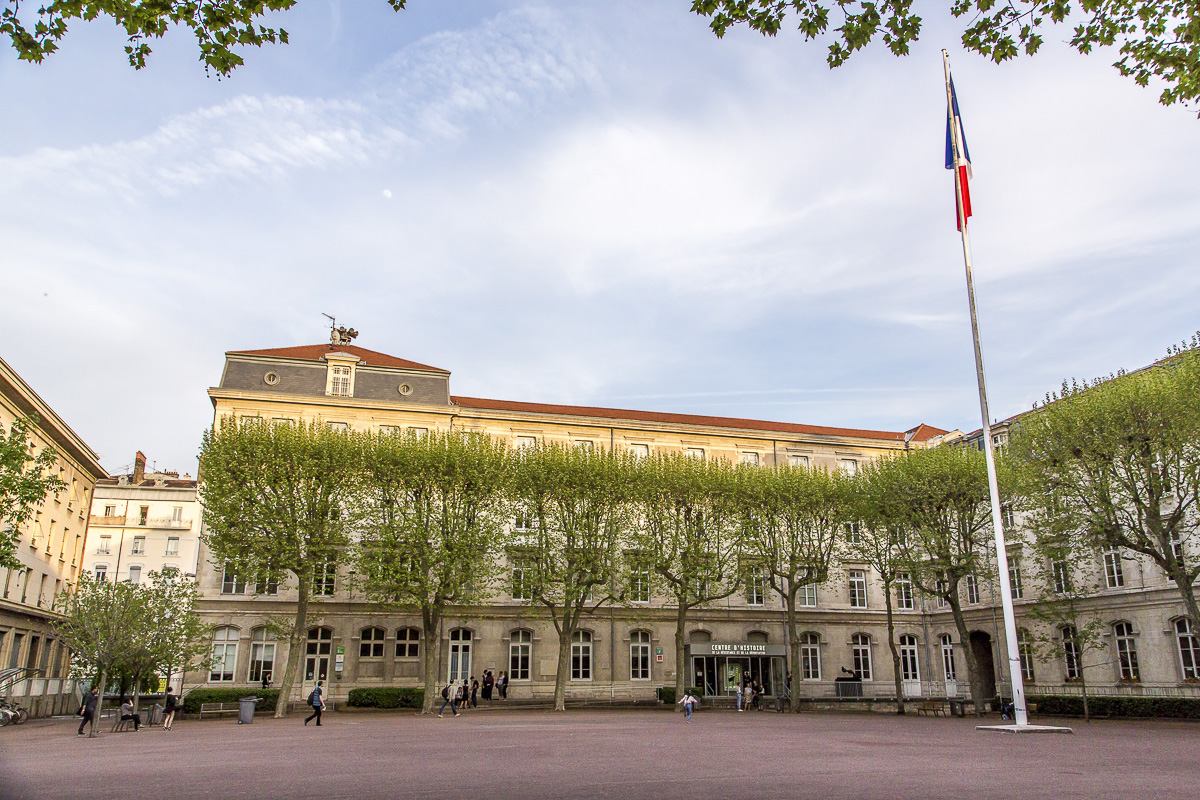
Entrée du CHRD située dans la cour du Centre Berthelot.

## Collections

### Patrimoine matériel
Les collections du CHRD se caractérisent par leur ancrage régional et les itinéraires personnels auxquels elles renvoient. Le fonds initial provenant de l’ancien musée de la rue Boileau est régulièrement enrichi par des dons de personnes privées et des acquisitions à titre onéreux.
Fonds remarquables :
- Plus de 300 affiches de propagande ;
- Des fonds émanant de grandes figures de la résistance locale comme les archives de Paul et Geneviève Rivière ou la collection de tracts et de brochures d’Henri Lachassagne ;
- Un ensemble de portraits de prisonniers de guerre de Jean Billon ;
- Des fonds photographiques ;
- Des fonds contemporains.

### Patrimoine audiovisuel
À partir des années 1990, le CHRD a mené une campagne de collecte de témoignages d’anciens résistants et déportés. La collection rassemble près de 700 témoignages audiovisuels. Elle est accessible depuis le centre de documentation du CHRD et les centres de consultation INA.
Ce corpus est complété par des campagnes ponctuelles réalisées à l’occasion d’expositions temporaires (enfants cachés, civils dans la guerre, Oradour-sur-Glane, femmes et enfants de prisonniers de guerre, vie quotidienne…).

## Exposition permanente

### 1992-2011: un parti pris immersif
La première exposition permanente délivrait une information générale sur la période de la guerre, centrée sur la notion d’engagement dans la Résistance.
La scénographie avait été conçue par Guy-Claude François, metteur en scène du théâtre du Soleil à Vincennes, selon un parti pris immersif. Bâtie sur une double métaphore, celle de la nuit et de l’enfermement, elle masquait entièrement la configuration du bâtiment et se traduisait par un parcours volontairement oppressant, scandé de reconstitutions.
L’immersion reposait également sur un système d’audioguidage diffusant des commentaires explicatifs, des chansons, et les audios correspondant aux vidéos présentées dans le parcours.

Le CHRD a fermé à l’automne 2011 pour rénovation.

Scénographie de la première exposition permanente
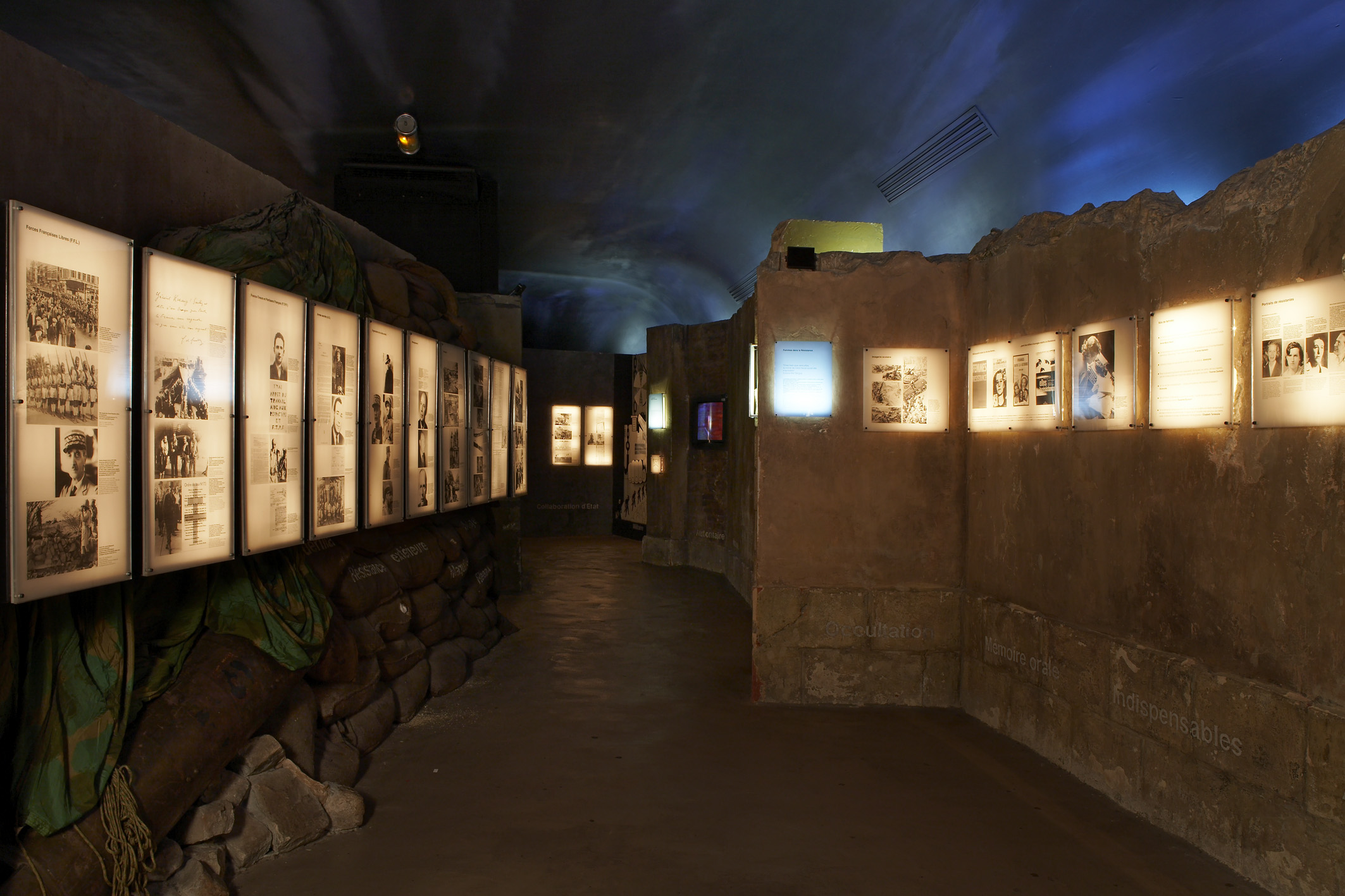
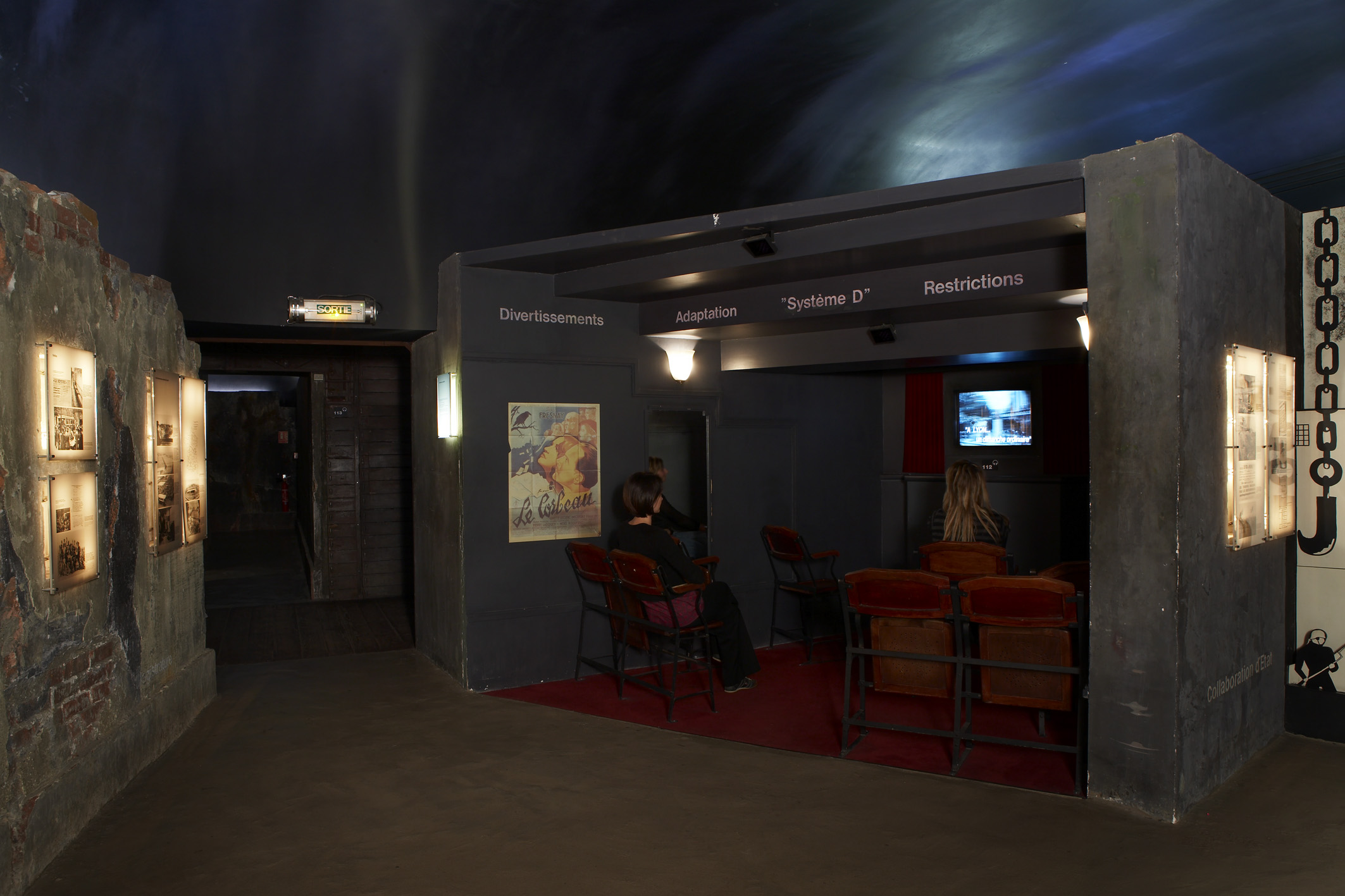
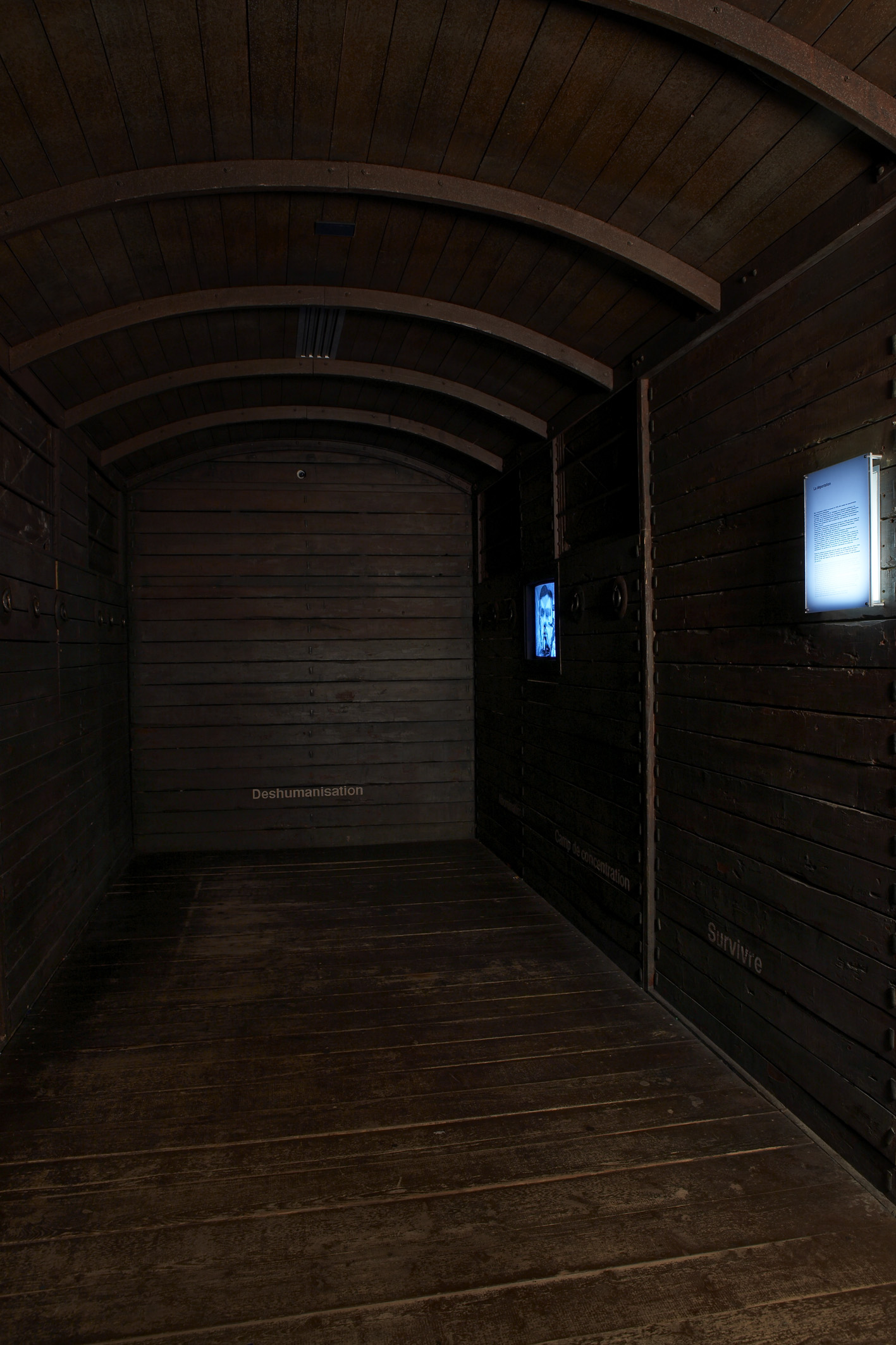
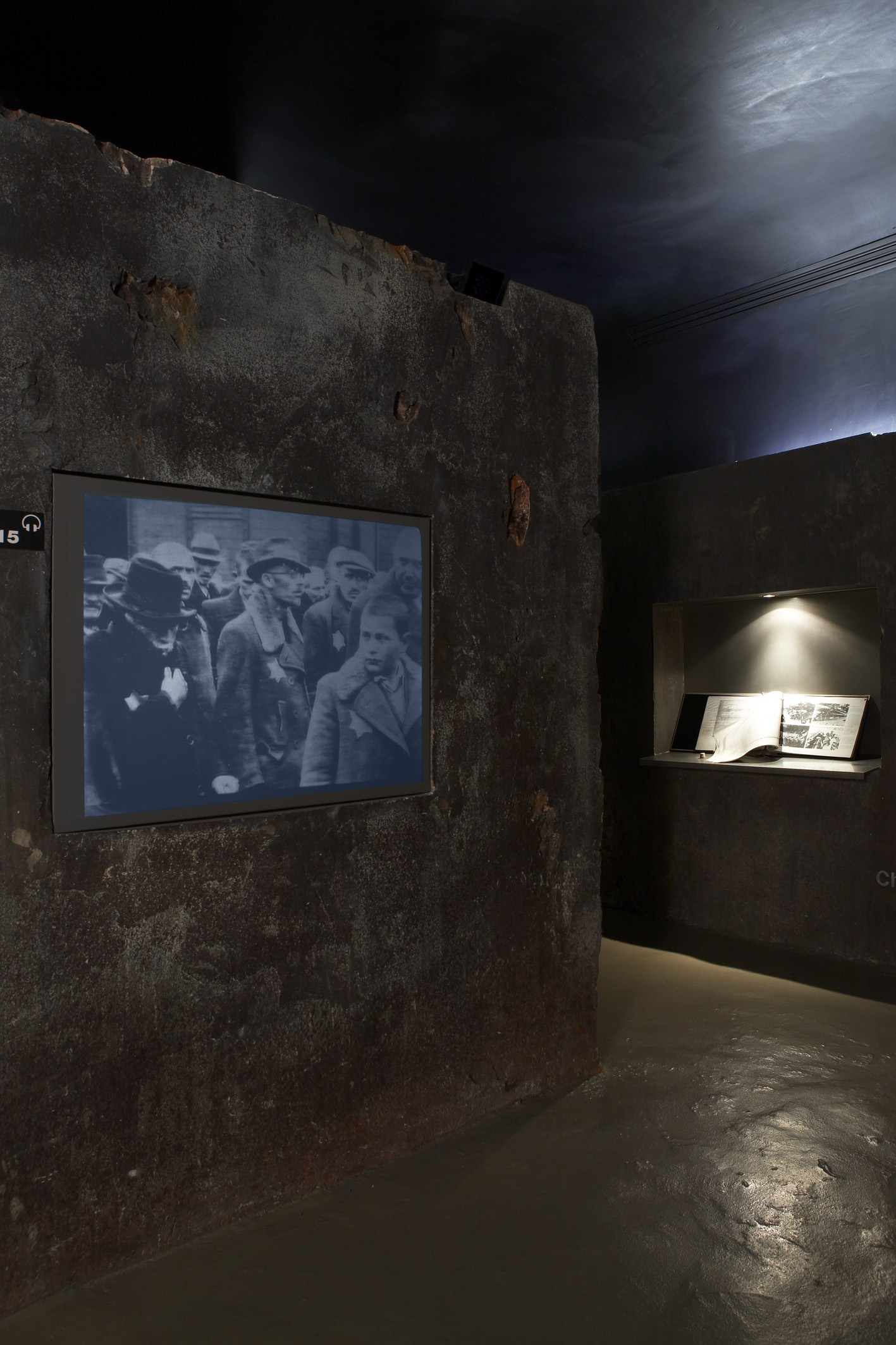
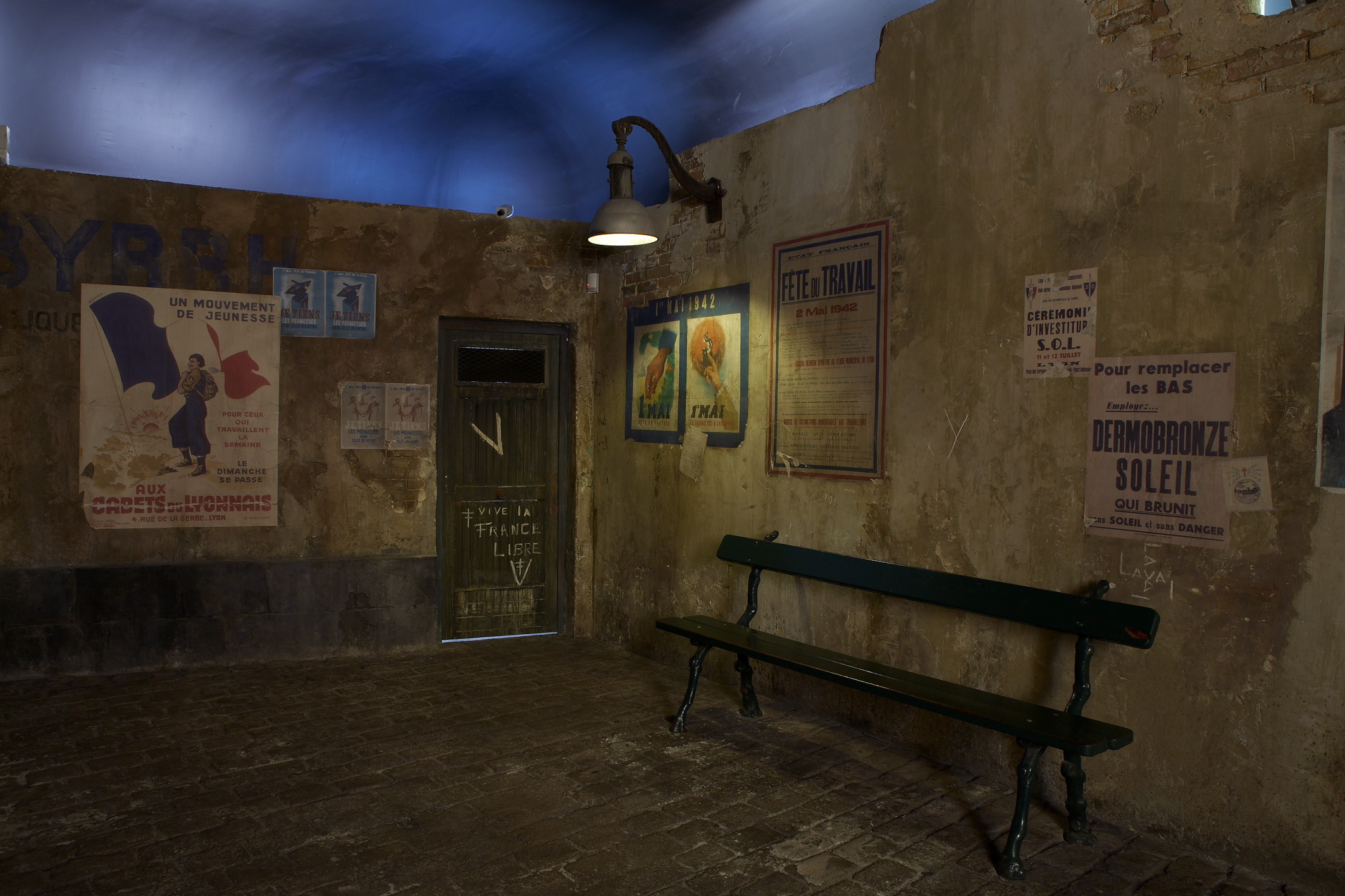
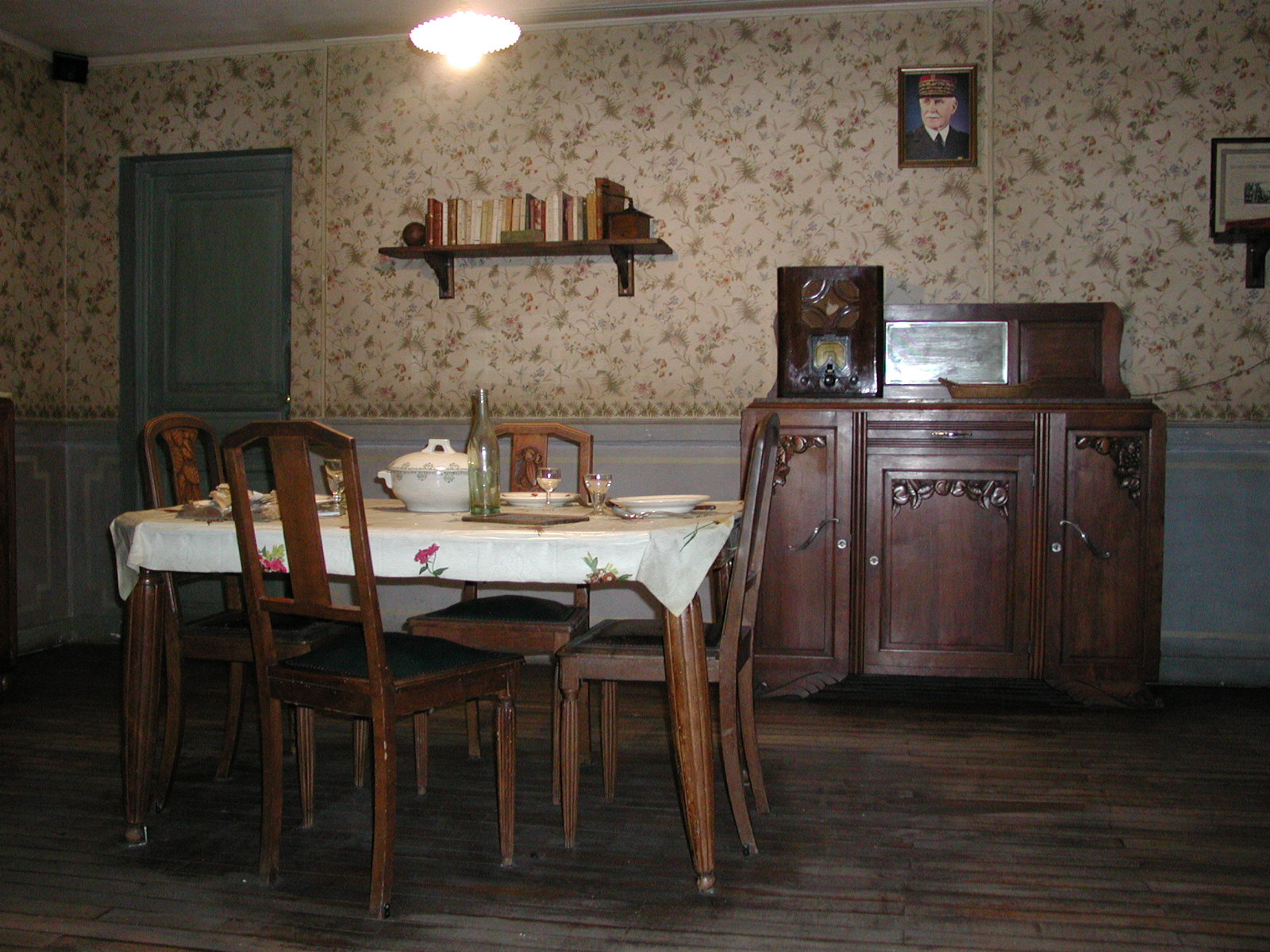
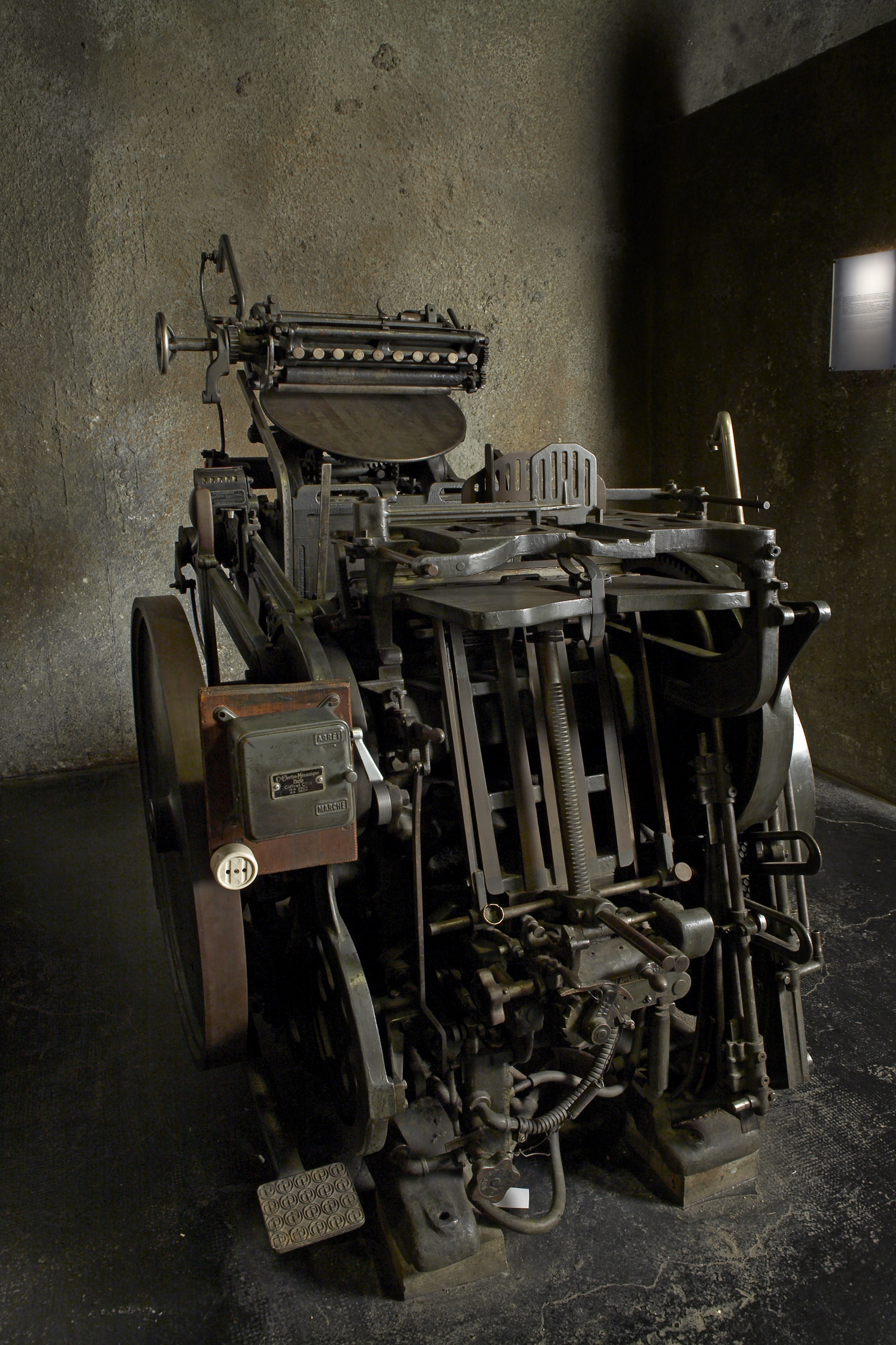

### 2012 - aujourd’hui: un ancrage territorial
Intitulée Lyon dans la guerre, 1939-1945, l’exposition permanente actuelle a ouvert en novembre 2012. Les collections sont présentées dans un parcours chrono-thématique de 300 m2 centré sur les particularités de la Résistance dans le contexte urbain lyonnais.
L’ancienne scénographie a été démolie afin de rendre perceptible l’architecture du bâtiment et de laisser entrer la lumière naturelle. Certaines reconstitutions ont toutefois été conservées (une petite place de la Croix-Rousse, l’intérieur d’un appartement et une cave aménagée en imprimerie clandestine).

Le parcours inclut une trentaine de témoignages audiovisuels d’anciens résistants et déportés, ainsi que des images grand format des trois principaux photographes lyonnais de la période : Émile Rougé, André Gamet et Charles Bobenrieth.

Scénographie de l'exposition permanente actuelle
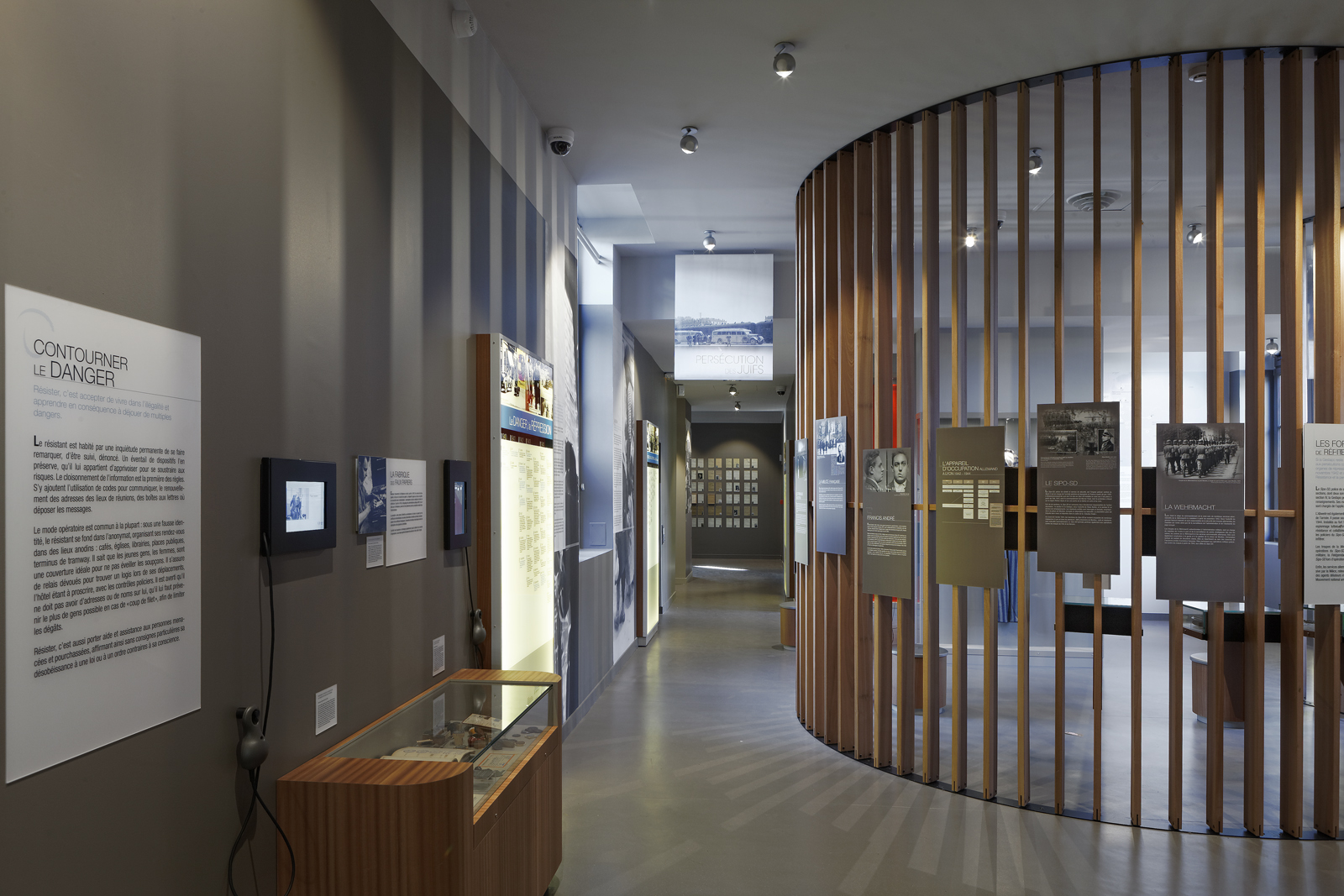
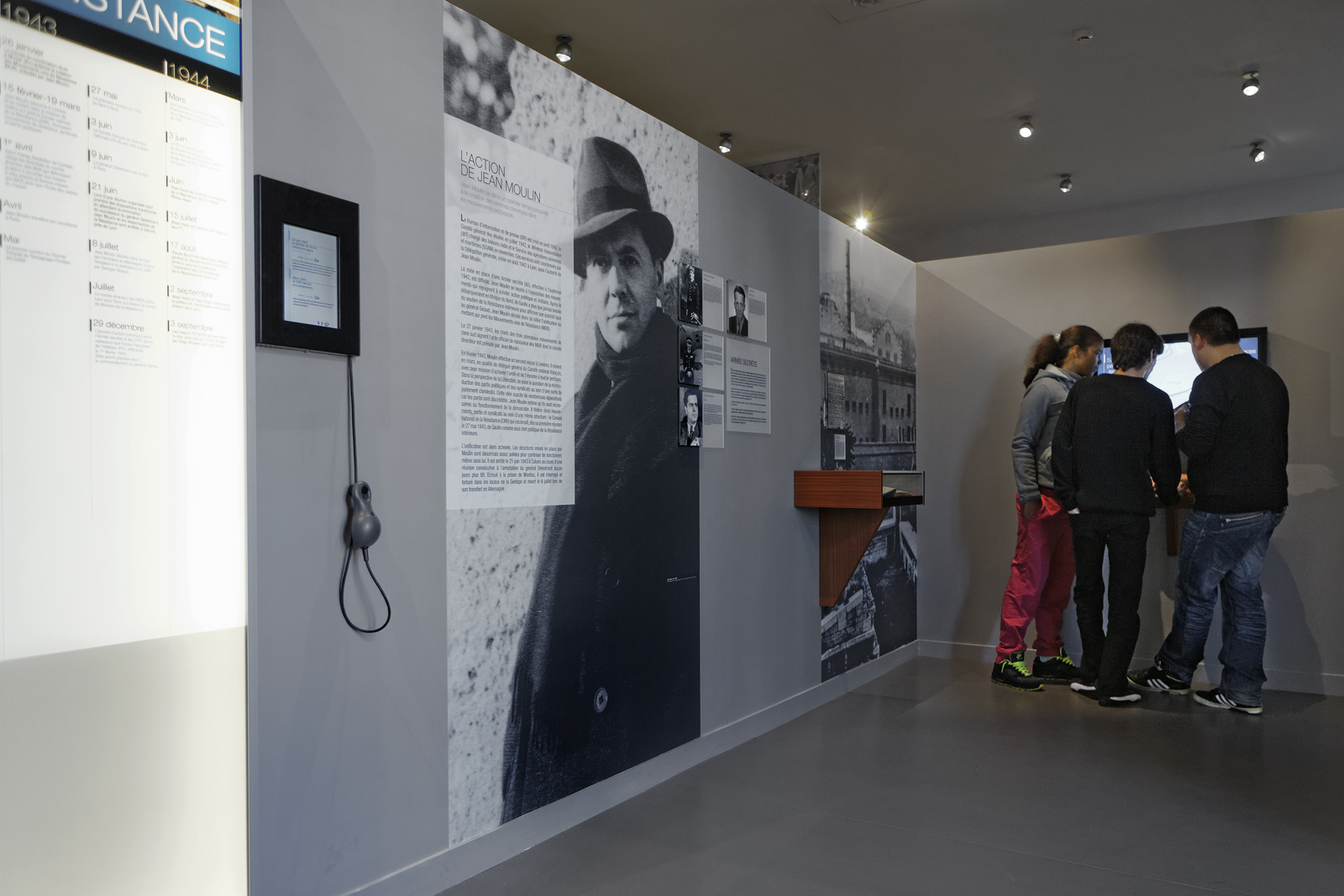
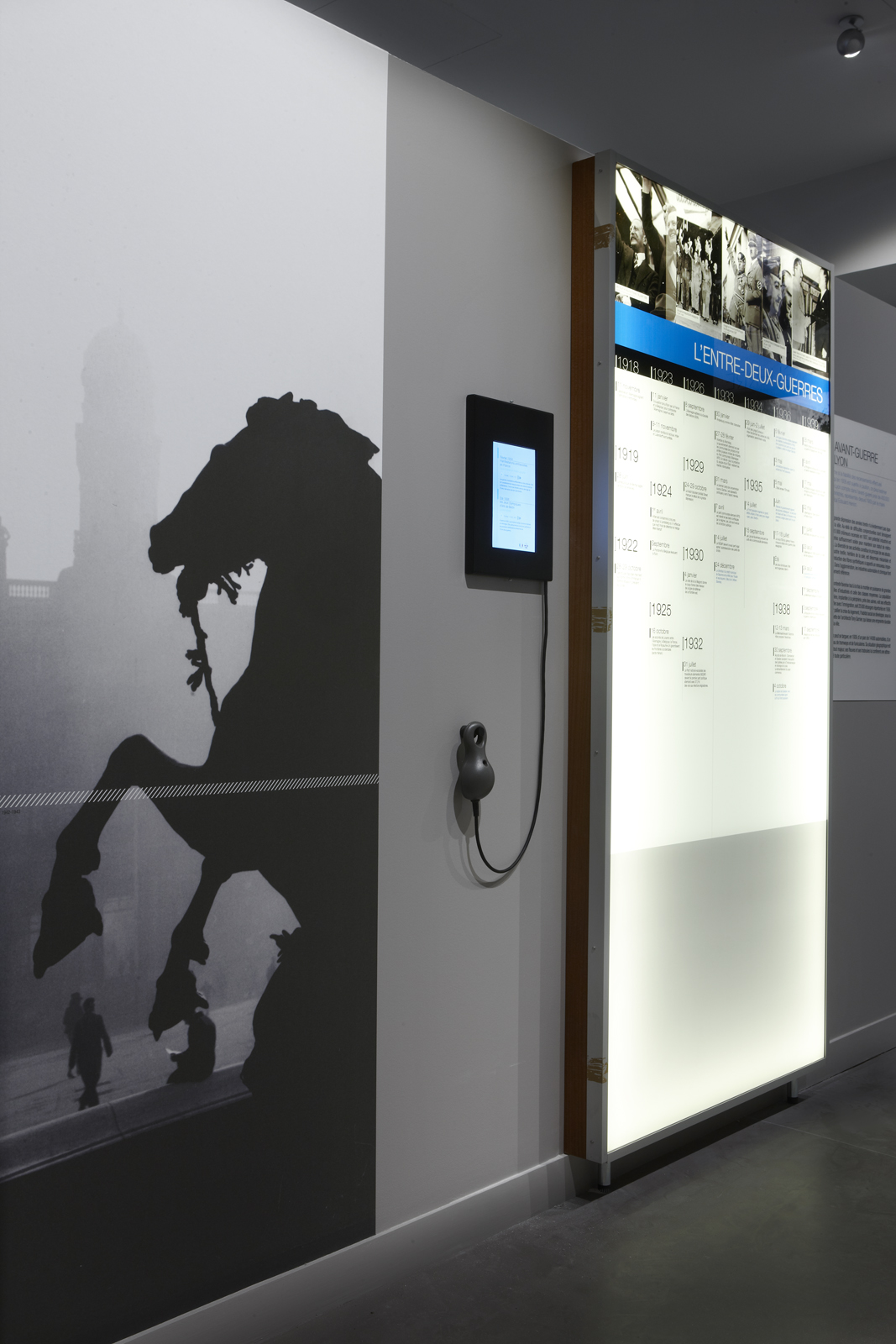

## Expositions temporaires
Le CHRD propose des expositions temporaires abordant des thèmes relatifs à la Seconde Guerre mondiale, comme un cycle sur la vie quotidienne (Pour vous, Mesdames ! La mode en temps de guerre, 2014 ; Les jours sans, alimentation et pénurie en temps de guerre, 2017).

En parallèle, certaines expositions traitent de sujets contemporains en lien avec la défense des droits de l’Homme dans le monde, tels que la situation en Tchétchénie de 2004 à 2009 (Tchétchènes hors-sol, 2009), ou la représentation des migrants dans l’art contemporain (Rêver d’un autre monde, 2016).

Exposition Génération 40
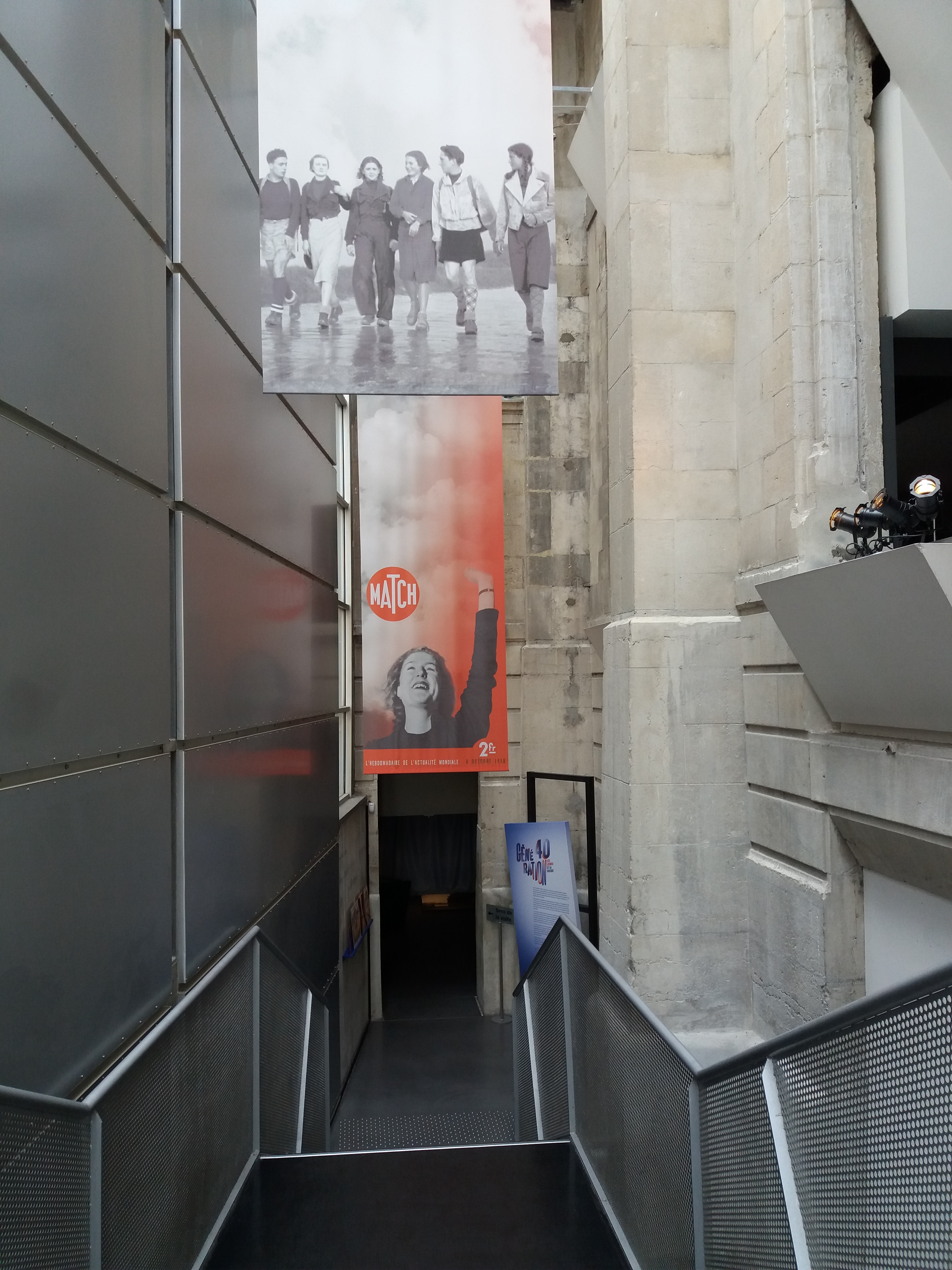
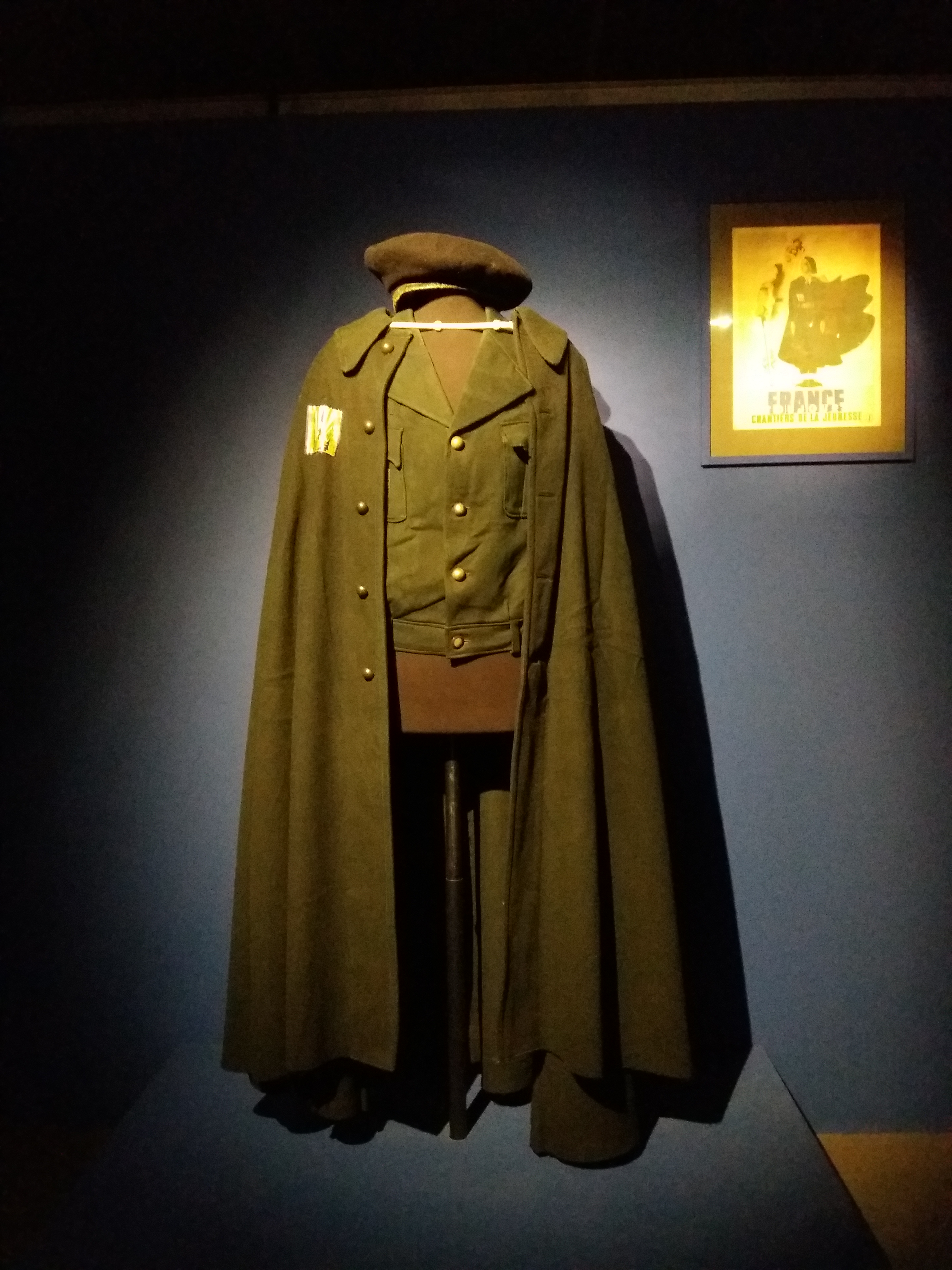
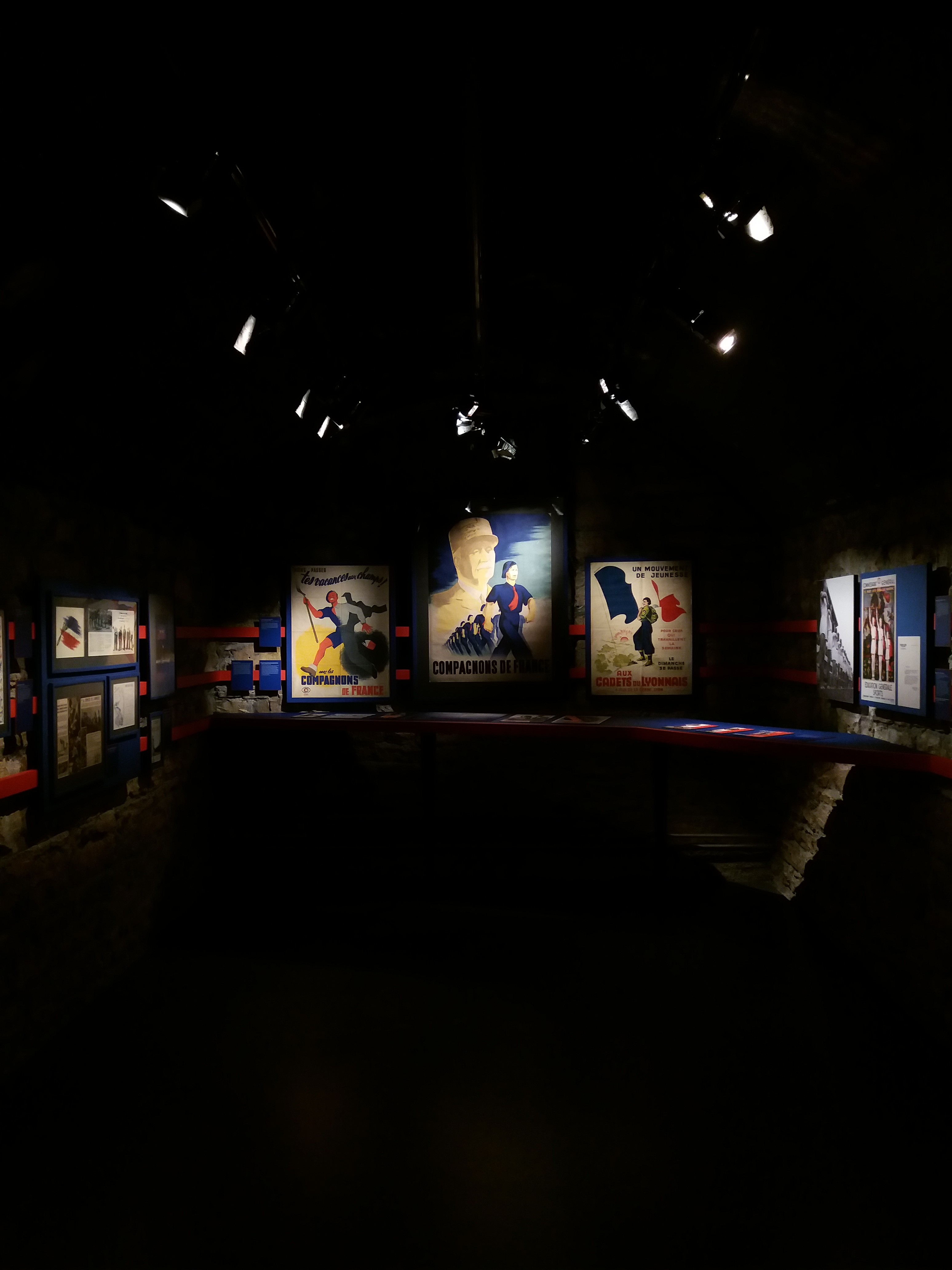

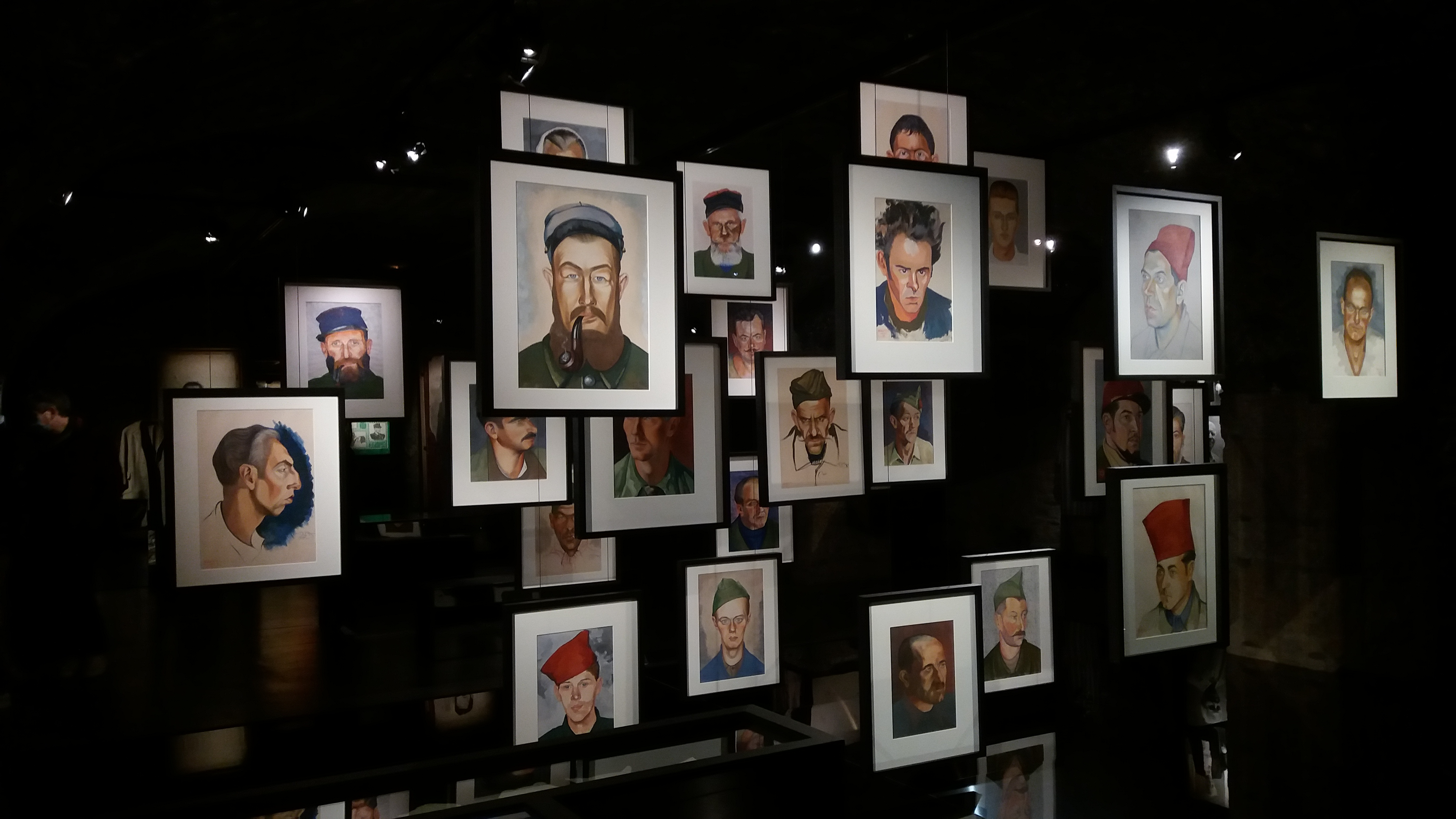
Portraits de l'exposition Visages.

En 2022, pour les trente ans du musée, l'exposition « Visages » montre des portraits issus de ses propres collections, dont 54 portraits à la gouache de Jean Billon, peints en 1940 dans le stalag VIII C.

## Diffusion d'extraits du procès Barbie
Grâce à une autorisation exceptionnelle du tribunal de grande instance de Paris, le CHRD diffuse en exclusivité des extraits du procès de Klaus Barbie sous forme d’un documentaire intitulé Le procès Barbie, justice pour la Mémoire et l’Histoire. Réalisé par le chroniqueur judiciaire Paul Lefèvre, ce documentaire met l’accent sur les déclarations des témoins. Le film, d’une durée de 45 minutes, est diffusé au CHRD cinq fois par jour.

## Centre de documentation

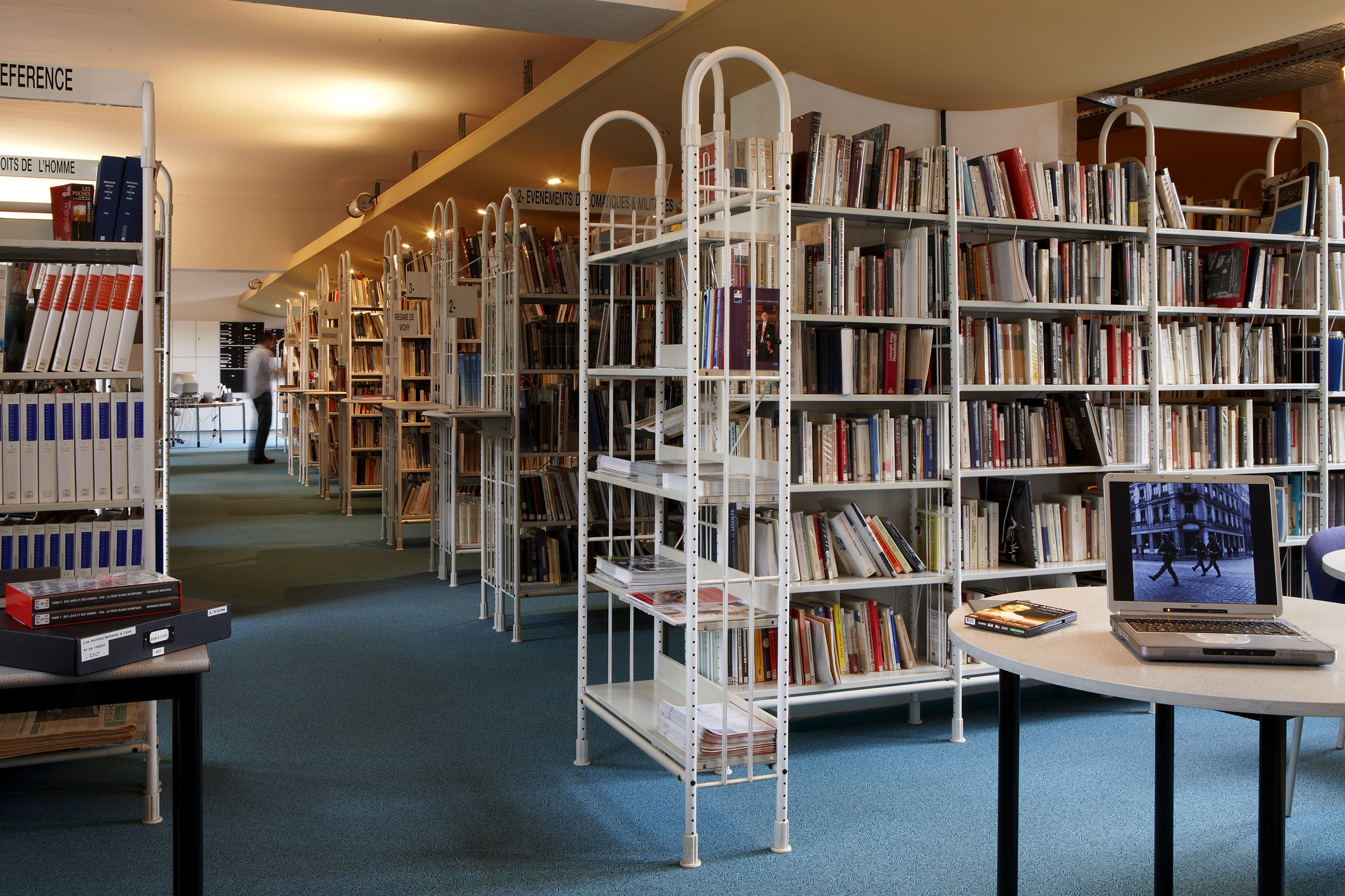
Centre de documentation du CHRD.

Le centre de documentation du CHRD fait partie intégrante du projet de l’établissement. Lieu ressource à vocation patrimoniale, scientifique et éducative, il propose à la consultation plus de 27 000 livres, des microfilms de la presse d’époque (officielle et clandestine), des périodiques, des DVD, et plus 700 témoignages audiovisuels de résistants et de déportés.
Les documents abordent toutes les facettes de la Seconde Guerre mondiale, et plus largement l’histoire du XXe siècle.

## Fréquentation
| Année | Entrées gratuites | Entrées payantes | Total  |
| ----- | ----------------- | ---------------- | ------ |
| 2001  | 37 709            | 17 070           | 54 779 |
| 2002  |                   | 60 626           | 60 626 |
| 2003  | 43 593            | 14 884           | 58 477 |
| 2004  |                   | 67 364           | 67 364 |
| 2005  | 43024             | 17637            | 60661  |
| 2006  | 41889             | 18949            | 60838  |
| 2007  | 43716             | 19811            | 63527  |
| 2008  | 38822             | 18927            | 57749  |
| 2009  | 39939             | 15932            | 55871  |
| 2010  | 40653             | 16423            | 57076  |
| 2011  | 35577             | 12618            | 48195  |
| 2012  | 11079             | 2934             | 14013  |
| 2013  | 42084             | 22034            | 64118  |
| 2014  | 39992             | 42825            | 82817  |
| 2015  | 35 209            | 17 870           | 53 079 |
| 2016  | 34 046            | 25 889           | 59 935 |
| 2017  | 43 431            | 20 999           | 64 430 |
| 2018  | 39 843            | 21 080           | 60 923 |
| 2019  | 24 272            | 40 458           | 64 730 |
| 2020  | 12 541            | 9 694            | 22 235 |
| 2021  | 10 398            | 11 559           | 21 957 |

## Partenaires
Le Centre d'Histoire de la Résistance et de la Déportation fait partie des membres fondateurs du Réseau Memorha.